# Mola de Son Cabaspre
La Mola de Son Cabaspre és una prominència situada al municipi d'Esporles, a la Serra de Tramuntana de Mallorca, reconeguda com a Paratge Natural l'any 2007 i declarada Patrimoni de la Humanitat per la UNESCO el 2011. Aquesta zona combina elements geològics, històrics i etnogràfics que reflecteixen l'ús tradicional del territori.

## Medi físic
La Moleta es troba al nord-est d'Esporles, entre la Mola de Son Pacs i la Vall de Ses Fontanilles, a una altitud màxima de 593 metres i direcció NO/SE. Amb una extensió de 418.547 m², l'àrea combina terrenys abruptes i boscos densos. Des d’Esporles, s'hi pot accedir creuant el Torrent de Sant Pere Vic i seguint el camí de la GR-221 fins al Coll de sa Basseta.

### Geologia
El seu terreny, format principalment per dolomies massives i bretxes del Juràssic inferior, combina materials que abasten des del Triàsic fins al Miocè mitjà. Les diàclasis hi tenen un paper important i es presenten sovint associades a falles i plecs. Aquests sistemes de diàclasis poden ser paral·lels, amb una mateixa direcció i inclinació, o bé entrecreuats, resultat de fenòmens tectònics com la compressió o la distensió.

### Cavitats i fractures destacades
La major part de les cavitats de l'indret són d'origen mecànic. Es caracteritzen per ser diàclasis simples i paral·leles. No obstant això, també s'han identificat diàclasis entrecreuades i, en alguns casos, diàclasis conjugades amb més d'una direcció. Més d'una vintena de cavitats han estat documentades. Algunes de les més significatives inclouen:
- Cova de ses Mates: La major cavitat del conjunt, amb 100 metres de longitud i 25 de profunditat.
- Escletxa Magna: Fractura en zig-zag amb una longitud de 67 metres i una profunditat màxima de 33.
- Escletxa des Portell: Una fractura que arriba als 55 metres de longitud.[1]

## Història i ús tradicional
En aquesta zona destaca la possessió de Son Cabaspre, que fa referència al llinatge homònim del jurista i comentarista lul·lià Joan Cabaspre i Santjoan (1455-1529).
Durant segles, la Mola va ser una zona agrícola i forestal activa. Els seus recursos naturals es van utilitzar per obtenir carbó vegetal, calç, i altres materials. Les sitges de carboner es trobaven principalment als clars dels alzinars. Estructures com barraques, forns de pa i aljubs es van construir per donar suport a aquesta activitat. Entre els més destacats hi trobem:
- Sitges de carboner: Es documenten un total de 10 sitges utilitzades per a la producció de carbó vegetal. Aquestes plataformes circulars, amb un diàmetre mitjà de 5,5 m, es construïen amb paviments compactats de terra o empedrats i eren essencials en l'economia preindustrial de la Serra de Tramuntana.
- Barraques: Hi ha 17 barraques, incloent 2 comunals. Eren refugis temporals construïts a prop de les sitges, amb parets de pedra en sec i cobertes de branques i càrritx.
- Forns de pa: Se n'han identificat 3, amb sostre voltat i fets de pedra calcària.
- Aljubs: Es conserva un aljub cobert per recollir i emmagatzemar aigua de pluja.
- Forns de calç: En total s'han descrit 5 forns de calç destinats a la producció de calç a partir de pedra calcària. Aquesta es feia servir en construcció, agricultura i fins i tot amb fins mèdics.[2]